# ディアギレフ (小惑星)
ディアギレフ (4005 Dyagilev) は、小惑星帯に位置する小惑星である。1972年にリュドミーラ・ジュラヴリョーワがクリミア天体物理天文台で発見した。
美術雑誌「芸術世界」の発起人、ロシア・バレエ団（バレエ・リュス）の創設者であるロシアの芸術プロデューサー、セルゲイ・ディアギレフから命名された。